# Sinapisoma minuta
Sinapisoma minuta är en skalbaggsart som beskrevs av Antoine Boucomont 1928. Sinapisoma minuta ingår i släktet Sinapisoma och familjen bladhorningar. Inga underarter finns listade i Catalogue of Life.